# Komaji
Komaji su naselje u Dubrovačko-neretvanskoj županiji, smješteno u općini Konavle.

## Zemljopisni položaj
Komaji se nalaze iznad jadranske turističke ceste, oko 3 km istočno od Čilipa.

## Stanovništvo
U Komajima je pri popisu stanovništva 2011. godine živjelo 275 stanovnika, uglavnom Hrvata katoličke vjeroispovjesti.
| broj stanovnika | 465   | 441   | 431   | 453   | 441   | 439   | 401   | 453   | 419   | 429   | 403   | 396   | 309   | 329   | 284   | 275   | 268   |
|                 | 1857. | 1869. | 1880. | 1890. | 1900. | 1910. | 1921. | 1931. | 1948. | 1953. | 1961. | 1971. | 1981. | 1991. | 2001. | 2011. | 2021. |

## Povijest
Tijekom Domovinskog rata Komaje je okupirala JNA i četničke postrojbe. Mjesto je tijekom okupacije u potpunosti bilo uništeno, opljačkano i spaljeno. 

## Gospodarstvo
Gospodarstvo je u Komajima nerazvijeno, a jedina grana privrede je poljoprivreda.

## Vanjske poveznice
Područna škola Komaji  Arhivirana inačica izvorne stranice od 24. travnja 2008. (Wayback Machine)